# تاو
تاو (باليونانية:ταυ/ταῦ) هو الحرف التاسع عشر من الأبجدية الإغريقية، يأخذ الحرف شكلين الكبير (Τ) والصغير (τ).

## استخدامات حديثة
الحرف الصغير τ يستخدم كرمز لـ:
- مقدار الوحدة الضريبية
- تاو (مركبة فضائية)

### البيولوجيا
- الفترات الزمنية بين الجرع في الحرائك الدوائية
- المتغير الأساسي في نظرية تاو العامة
- بروتين تاو (بروتين) في الكيمياء الحيوية، وهو بروتين يرتبط مع الأُنَيبوبات الميكروية والأمراض العصبية كمرض آلزهايمر، وغيرها

### الرياضيات
- دالة القواسم في نظرية الأعداد، ويعطى أيضاً الرمز d or σ0
- نسبة ذهبية (1.618...)، مع أن φ (فاي (حرف)) أكثر استخداماً.[1]
- رتبة تاو كيندال في معامل الارتباط في الإحصاء
- زمن الوقف في العمليات العشوائية
- ط (رياضيات) (6.283...)، اسم مقترح لنسبة ثابت رياضي لمحيط منحنى مغلق في دائرة إلى نصف قطرها
- دالة تاو في نظرية الأعداد.
- التواء المنحنى في الهندسة التفاضلية

### الفيزياء
- البادئة المستخدمة في أسماء العديد من النجوم حسب نظام تعيين تسمية باير. على سبيل المثال تاو قيطس.
- الزمن المناسب في النسبية
- إجهاد القص في ميكانيكا الأوساط المستمرة
- عمر عملية الإشعاع التلقائي
- تاوون، جسيم أولي في فيزياء الجسيمات
- في علم الفلك يستخدم الرمز تاو لقياس العمق الضوئي، أو مقدار ضوء الشمس الذي لا يمكنه اختراق الغلاف الجوي.
- في العلوم الفيزيائية، يتم استخدام تاو أحياناً كمتغير زمن لتجنب الخلط مع الرمز t المستخدم لدرجة الحرارة.
- ثابت الوقت لأي جهاز كدائرة مقاومة ومكثف
- عزم الدوران، القوة الدورانية في الميكانيكا
- رمز التعرج في الهيدرولوجيا